# Central nuclear de Mühleberg
La Central nuclear de Mühleberg (en alemán: Kernkraftwerk Mühleberg; en francés: Centrale nucléaire de Mühleberg) está ubicada en el municipio de Mühleberg en el Cantón de Berna, Suiza al norte de la localidad de Mühleberg y cerca de una central hidroeléctrica. Es operado por la BKW FMB Energie AG.
Mühleberg fue identificado como posible ubicación de la segunda planta nuclear del cantón y la Oficina Federal Suiza de Energía (SFOE) aprobó esta decisión el 21 de julio de 1965. Dos años más tarde, el 21 de marzo de 1967, se emitió un primer permiso de construcción parcial, seguido el 7 de marzo de 1968 por uno final. El reactor entró en su punto crítico en marzo de 1971, pero debido a un incendio en una turbina de la planta tuvo que ser cerrado por reparaciones. Con el tiempo, comenzó su operación comercial el 6 de noviembre de 1972. La central eléctrica quedó permanentemente fuera de servicio el 20 de diciembre de 2019 a las 12:30 p. m.